# Цуценхаузен
Цуценхаузен (њем. Zuzenhausen) општина је у њемачкој савезној држави Баден-Виртемберг. Једно је од 54 општинска средишта округа Рајн-Некар. Према процјени из 2010. у општини је живјело 2.146 становника. Посједује регионалну шифру (AGS) 8226101.

## Географски и демографски подаци
Цуценхаузен се налази у савезној држави Баден-Виртемберг у округу Рајн-Некар. Општина се налази на надморској висини од 148 метара. Површина општине износи 11,6 km². У самом мјесту је, према процјени из 2010. године, живјело 2.146 становника. Просјечна густина становништва износи 184 становника/km².

## Међународна сарадња
| Мјесто    | Држава    | Врста сарадње | Од    |
| --------- | --------- | ------------- | ----- |
| Нађковачи | Мађарска  | контакт       | 1991. |
|           | Француска | пријатељство  | 1976. |
| Детвилер  | Француска | пријатељство  | 1958. |
| Извор     |           |               |       |